# Göksel Gencer
Selahattin Göksel Gencer (* 26. Juli 1974 in Akşehir; † 24. Januar 2019) war ein türkischer Fußballtorhüter und -trainer. Er wird mit den Vereinen Samsunspor und Beşiktaş Istanbul assoziiert. Für Beşiktaş war er als 2. Torhüter Teil der Mannschaft zur 100-jährigen Vereinsgründung, die vor allem in Fankreisen als legendär aufgefasst wird.

## Spielerkarriere

### Verein
Gencer begann seine Profikarriere im Sommer 1993 beim damaligen Drittligisten İçel Polisgücü. Mit diesem Vereinsfußball gewann er in der Drittligasaison 1993/94 die Meisterschaft und erreichte so den direkten Aufstieg in die 2. Lig. Zur neuen Saison wechselte er zum Erstligisten Samsunspor und spielte hier die nächsten acht Jahre, während er in dieser Zeit lediglich in der Spielzeit 1999/2000 durchgängig als Stammtorhüter aktiv war.
Zum Sommer 2002 wechselte er zum türkischen Spitzenklub Beşiktaş Istanbul. Hier war er eine Spielzeit hinter dem Stammtorhüter Óscar Córdoba der zweite Torhüter. In der anstehenden Saison feierte sein Klub 100-jähriges Bestehen und so investierte die Vereinsführung viel in die Mannschaft. Die Saison 2002/03 lieferte man sich mit Galatasaray einen langen Meisterschaftskampf, den man zum Saisonende für sich entschied. Dadurch gewann man die türkische Meisterschaft. Da Beşiktaş seit neun Jahren nicht mehr Meister wurde und es die Meisterschaft zum 100-jähriges Bestehen war, hatte diese Meisterschaft für den Verein und ihre Fans eine symbolische Bedeutung. Gencer absolvierte drei Ligaspiele und ein Pokalspiel für seinen Verein.
Zum Sommer 2003 verließ Gencer Beşiktaş und kehrte zu Samsunspor zurück. Hier spielte er die nächsten eineinhalb Jahre und wechselte zum Frühjahr 2005 zum Zweitligisten Antalyaspor. Diesen Verein verließ er bereits zum Saisonende und heuerte beim Erstligisten Manisaspor an. Nach seiner Tätigkeit bei Manisaspor wechselte er im Sommer 2006 zum Drittligisten Mersin İdman Yurdu. Nachdem er die Saison 2007/08 ohne Tätigkeit geblieben war, spielte er die Saison 2007/08 beim Drittligisten Yimpaş Yozgatspor und beendete anschließend zum Sommer 2009 seine aktive Fußballspielerkarriere. Er starb im Januar 2019 an den Folgen eines Herzinfarkts.

### Nationalmannschaft
Gencer wurde zu seiner Zeit bei İçel Polisgücü das erste Mal für die Türkische U-21-Nationalmannschaft nominiert und gehörte die nachfolgenden zwei Jahre zu den regelmäßig nominierten Spielern. Er absolvierte insgesamt zehn U-21-Länderspiele.

## Trainerkarriere
Im Frühjahr 2011 übernahm er bei Türk Telekomspor eine Stelle als Nachwuchstrainer und arbeitete hier mit seinem ehemaligen Mannschaftskameraden İsmet Taşdemir, der hier als Cheftrainer arbeitete. Bereits zur neuen Saison wechselte er in gleicher Position zum Erstligisten Sivasspor.

## Erfolge
- Mit İçel Polisgücü
  - Meister der TFF 2. Lig: 1993/94
  - Aufstieg in die TFF 1. Lig: 1993/94

- Mit Beşiktaş Istanbul
  - Türkischer Meister (1): 2002/03
  - Viertelfinalist des UEFA-Pokals (1): 2002/03